# IC 4298
IC 4298 ist eine Spiralgalaxie vom Hubble-Typ Sbc im Sternbild Wasserschlange südlich des Himmelsäquators. Sie ist schätzungsweise 295 Millionen Lichtjahre von der Milchstraße entfernt. 

Im selben Himmelsareal befindet sich u. a. die Galaxie PGC 88911.
Das Objekt wurde am 4. Mai 1904 von Royal Harwood Frost.